# Future World (album)
Future World – drugi album studyjny duńskiego zespołu muzycznego Pretty Maids. Został wydany 20 kwietnia 1987 roku nakładem CBS. Twórcą okładki zdobiącej to wydawnictwo jest Joe Petagno.

## Lista utworów
1. „Future World” – 5:22
2. „We Came To Rock” – 4:29
3. „Love Games” – 4:13
4. „Yellow Rain” – 5:29
5. „Loud 'n' Proud” – 3:51
6. „Rodeo” – 4:14
7. „Needles In The Dark” – 5:02
8. „Eye Of The Storm” – 4:56
9. „Long Way To Go” – 3:28

## Twórcy
| Pretty Maids w składzie - Ronnie Atkins – śpiew - Ken Hammer – gitara - Pete Collins – gitara - John Darrow – gitara basowa - Phil Moorhead – perkusja - Alan Owen – instrumenty klawiszowe Gościnnie - Graham Bonnet – wokal wspierający (utwory: 2, 5) - Philip Hart – wokal wspierający (utwory: 2, 3, 5, 6) | Personel - Eddie Kramer – produkcja, inżynieria dźwięku - Chris Isca – produkcja, inżynieria dźwięku, miksowanie (8) - George Cowan – inżynieria dźwięku - Ken Lonas – inżynieria dźwięku - Thom Cadley – inżynieria dźwięku - Aaron Hurwitz – inżynieria dźwięku - Flemming Rasmussen – miksowanie (1, 2, 4, 7) - Kevin Elson – miksowanie (3, 6, 9) - Bob Ludwig – mastering - Joe Petagno – projekt okładki - Steen Evald – zdjęcia |